# Łukasz Goryl
Łukasz Goryl (* 1. Januar 1992) ist ein polnischer Naturbahnrodler. Er startet seit 2009 im Weltcup und wurde im selben Jahr Polnischer Meister im Einsitzer.

## Karriere
Łukasz Goryl startete ab 2007 bei internationalen Juniorenmeisterschaften im Einsitzer. Er konnte sich von Jahr zu Jahr steigern und erreichte bei der Juniorenweltmeisterschaft 2010 in Deutschnofen mit Rang sieben erstmals eine Top-10-Platzierung. Im Jahr 2011 startete er bei der Junioreneuropameisterschaft in Laas neben dem Einsitzerwettbewerb, in dem er Neunter wurde, auch im Doppelsitzer mit Mirosław Sojka. Sie belegten unter sieben gewerteten Doppelsitzerpaaren den fünften Platz. Bei der Juniorenweltmeisterschaft 2012 wurde Goryl Sechster im Einsitzer.
Bei den nationalen Titelkämpfen erreichte Goryl im Jahr 2009 seinen bisher größten Erfolg, als er Polnischer Meister im Einsitzer wurde. Schon 2008 hatte er – wie danach auch in den Jahren 2010 und 2011 – den dritten Platz im Einsitzer belegt. Im Doppelsitzer erzielte er mit Mirosław Sojka 2010 den dritten und 2011 den zweiten Platz bei den polnischen Meisterschaften.
Im Weltcup nahm Goryl erstmals zu Beginn der Saison 2008/2009 an zwei Rennen im Einsitzer teil, die er an 23. und 24. Position beendete. Auch im nächsten Winter nahm er wieder an zwei Einsitzer-Weltcuprennen teil, bei denen er sich als 24. und 22. erneut im Mittelfeld platzierte. In der Saison 2010/2011 nahm Goryl nur an einer Weltcupveranstaltung in Gsies teil, startete dabei aber neben dem Einsitzer auch erstmals zusammen mit Mirosław Sojka in einem Doppelsitzer-Weltcuprennen. Im Einsitzer belegte er den 21. Platz unter 28 gewerteten Rodlern und im Doppelsitzer den 12. Rang unter 13 Doppelsitzerpaaren. Nur ein Weltcuprennen bestritt Goryl in der Saison 2011/2012: In Deutschnofen belegte er den 24. Platz im Einsitzer.

## Erfolge
(Doppelsitzer mit Mirosław Sojka)

### Juniorenweltmeisterschaften
- Latsch 2008: 16. Einsitzer
- Deutschnofen 2010: 7. Einsitzer
- Latsch 2012: 6. Einsitzer

### Junioreneuropameisterschaften
- St. Sebastian 2007: 18. Einsitzer
- Longiarü 2009: 12. Einsitzer
- Laas 2011: 9. Einsitzer, 5. Doppelsitzer

### Weltcup
- 6 Top-25-Platzierungen im Einsitzer
- 1 Top-15-Platzierung im Doppelsitzer

### Polnische Meisterschaften
- Polnischer Meister im Einsitzer 2009